# Vrelo (Babušnica)
Pour les articles homonymes, voir Vrelo.
Vrelo (en serbe cyrillique : Врело) est un village de Serbie situé dans la municipalité de Babušnica, district de Pirot. Au recensement de 2011, il comptait 75 habitants.

## Démographie
| 1948 | 1953 | 1961 | 1971 | 1981 | 1991 | 2002 | 2011 |
| ---- | ---- | ---- | ---- | ---- | ---- | ---- | ---- |
| 364  | 569  | 638  | 545  | 425  | 247  | 141  | 75   |

|  |